# Hades haematites
Hades haematites är en fjärilsart som beskrevs av Hans Ferdinand Emil Julius Stichel 1909. Hades haematites ingår i släktet Hades och familjen Riodinidae. Inga underarter finns listade i Catalogue of Life.